# یوهان یاکوبسون
یوهان یاکوبسون (انگلیسی: Johan Jakobsson؛ زادهٔ ۱۲ فوریهٔ ۱۹۸۷) بازیکن هندبال اهل سوئد است.
از باشگاه‌هایی که در آن بازی کرده‌است می‌توان به اشاره کرد.